# مشهد ابن الحاجب
ضريح الشيخ عثمان بن عمر بن أبي بكر ، هو أحد المساجد التي أنشئت في عصر الدولة الأيوبية في مصر .

## وصلات خارجية
- آثار القاهرة الإسلامية نسخة محفوظة 31 مايو 2014 على موقع واي باك مشين.